# آرارات میرزویان
آرارات میرزویان (ارمنی: Արարատ Միրզոյան؛ زادهٔ ۲۳ نوامبر ۱۹۷۹) سیاستمدار اهل ارمنستان که در حال حاضر پست وزارت امور خارجه ارمنستان در اختیار دارد. وی پیشتر از این نماینده دوره ششم مجلس ملی جمهوری ارمنستان بوده‌است.

## نگارخانه

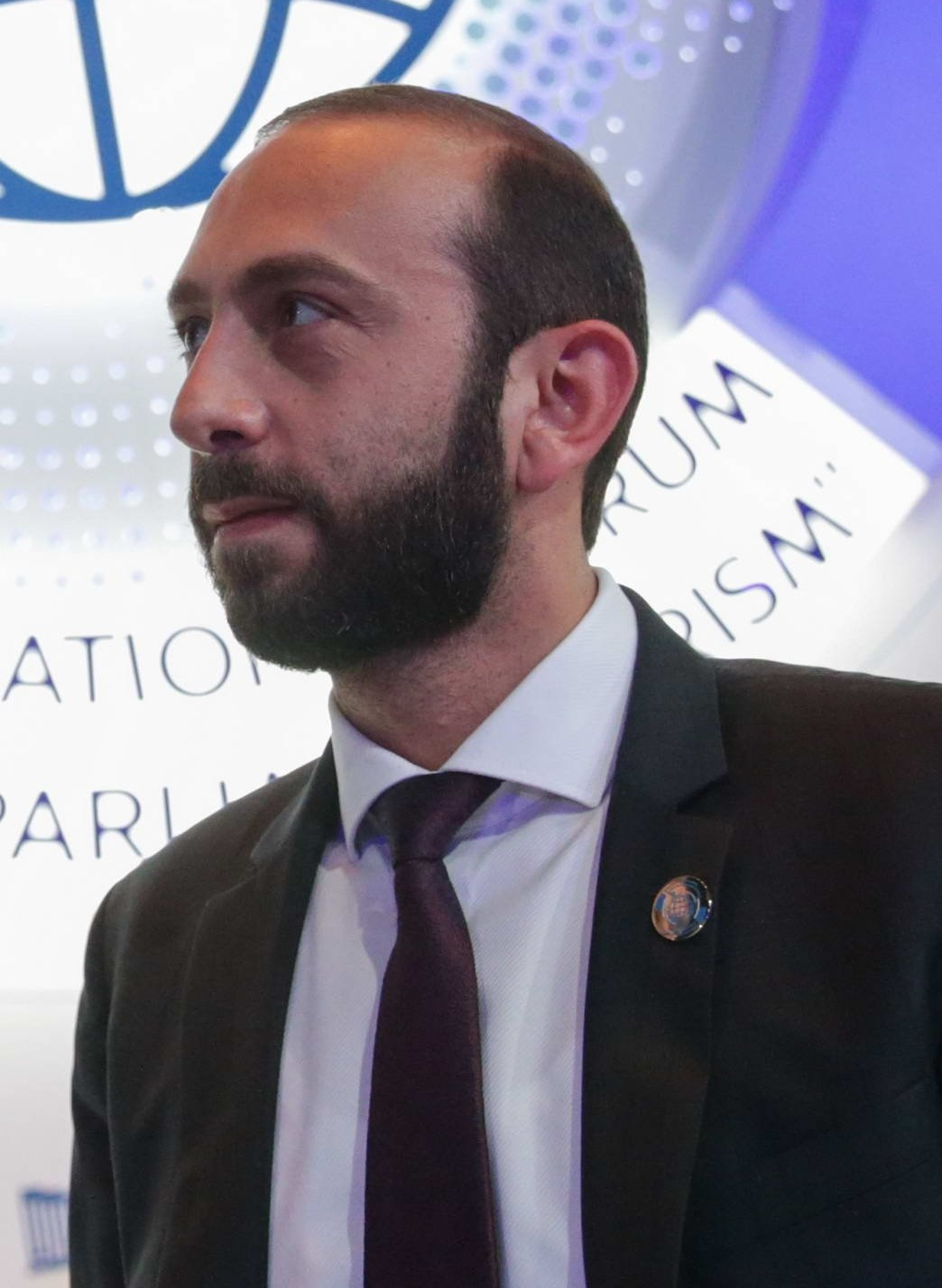
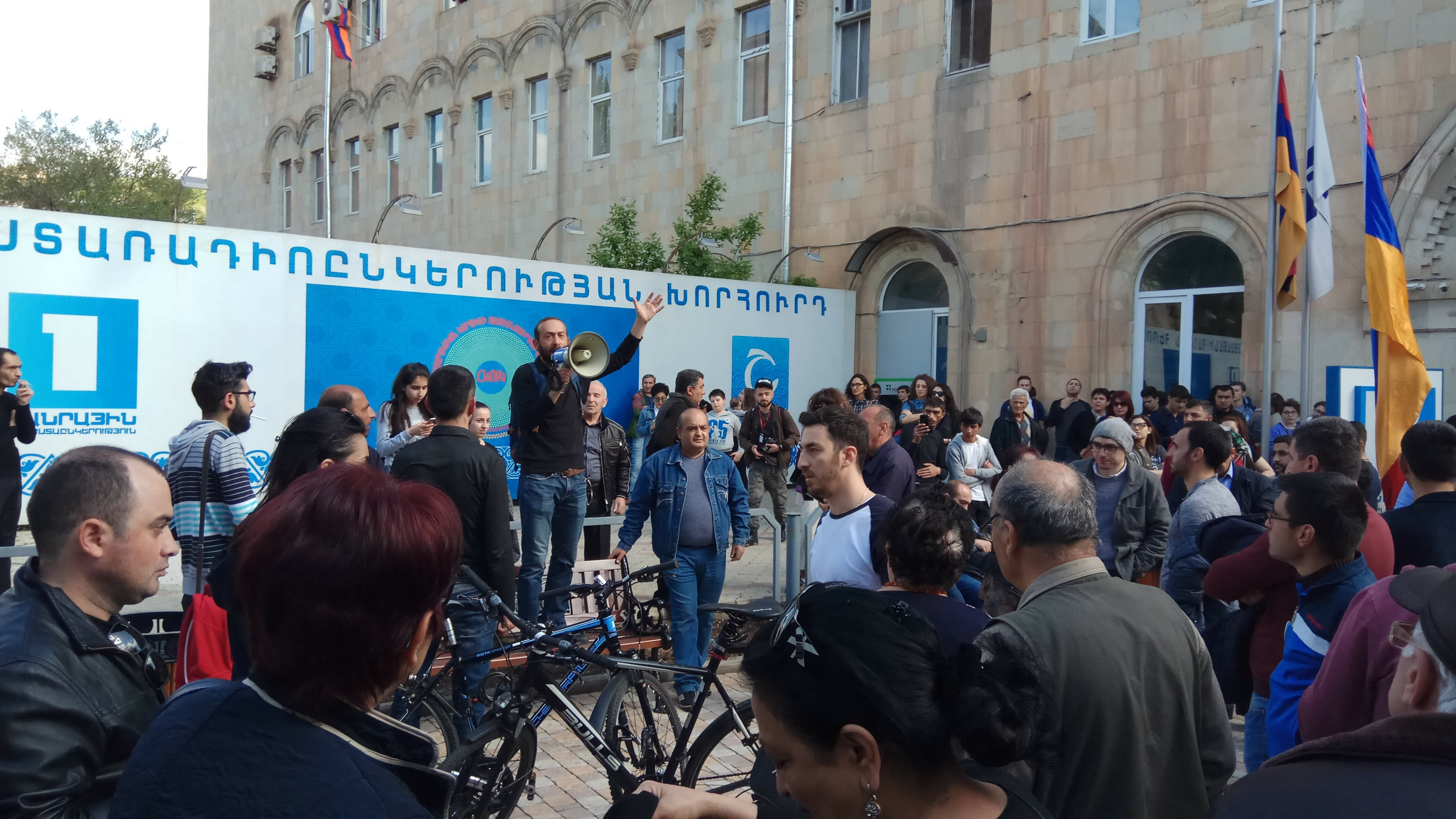
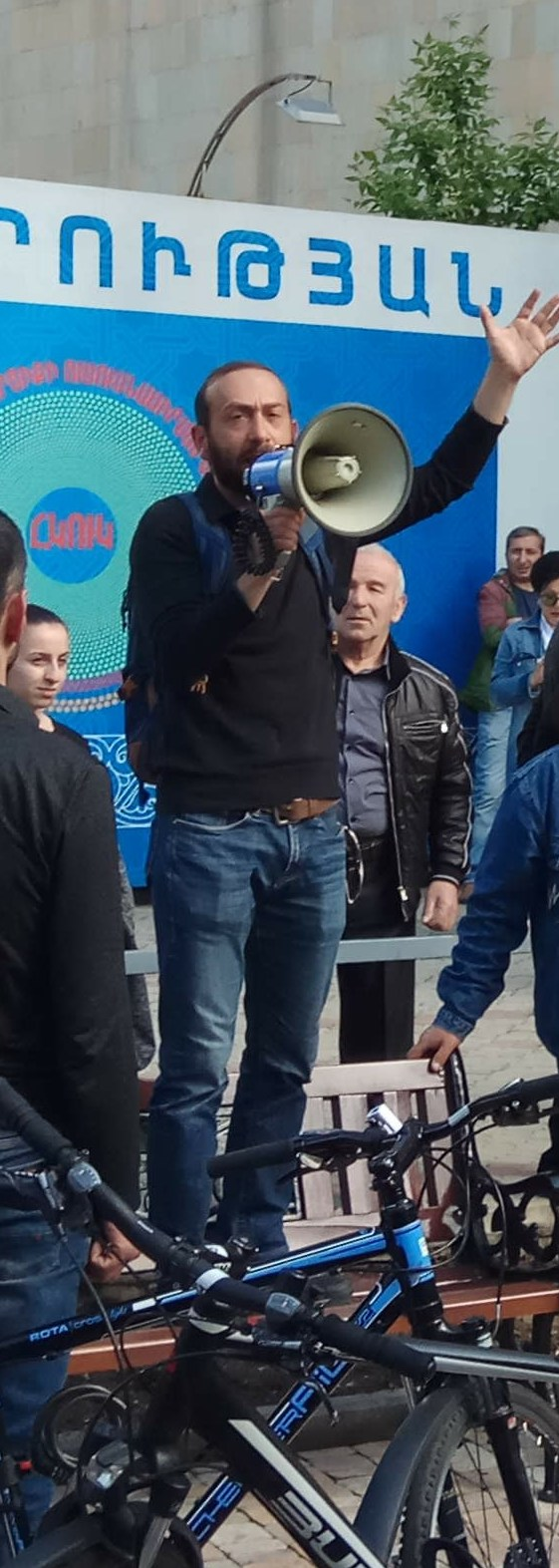
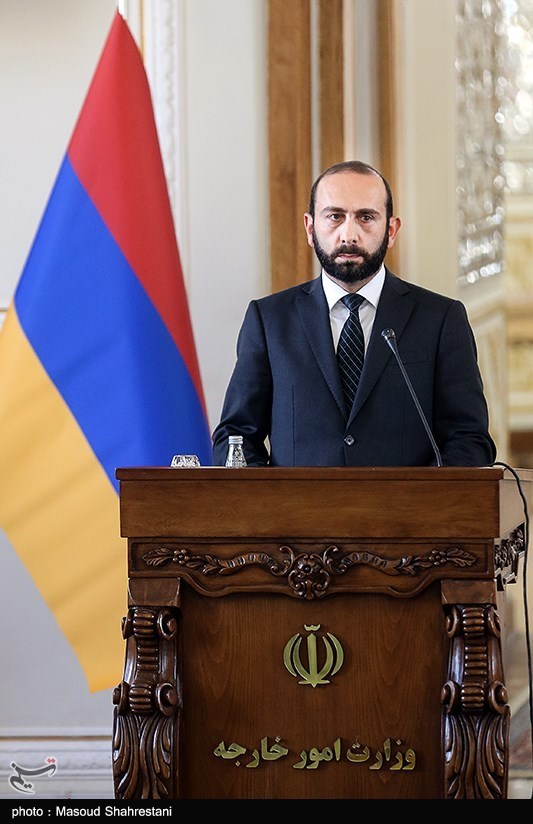
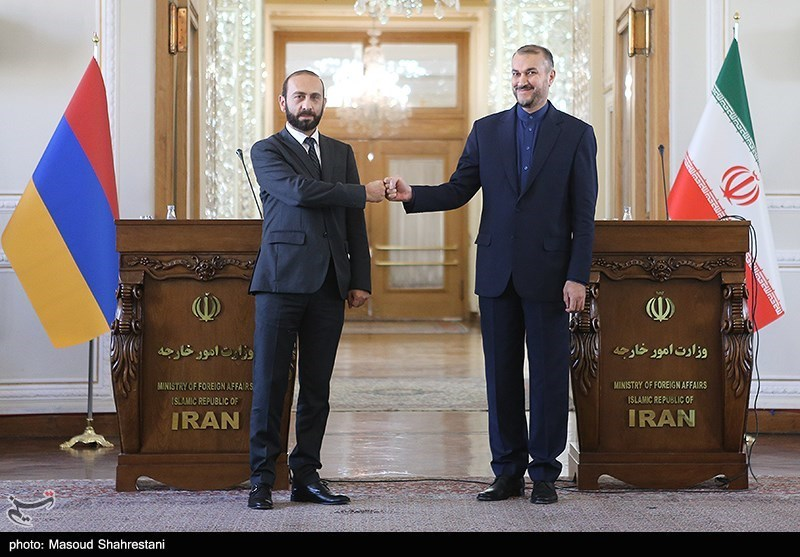